# Escuelas Públicas de Deming
Las Escuelas Públicas de Deming (Deming Public School District) es un distrito escolar de Nuevo México. Tiene su sede en Deming. Gestiona escuelas en Deming y Columbus.
Ciudadanos estadounidenses que viven en México (incluyendo Palomas, Chihuahua) estudian en las escuelas de las Escuelas Públicas de Deming.

## Servicios para residentes de Palomas, Chihuahua
El distrito escolar (incluyendo la ciudad de Palomas) transporta estudiantes en autobuses escolares desde la frontera entre Estados Unidos y México a la Escuela Primaria de Columbus y escuelas secundarias en Deming. A partir el año escolar 2013-2014, 421 residentes de Palomas estaban matriculados en las escuelas del distrito escolar. Muchos niños en Palomas son ciudadanos estadounidenses porque la ley federal estadounidense permite a las mujeres dar a luz en el hospital más cercano, en Deming, Nuevo México. Las personas nacidas en los Estados Unidos son ciudadanos estadounidenses. Muchos padres en Palomas prefieren las escuelas del distrito escolar de Deming porque las escuelas tienen instalaciones de mayor calidad, las escuelas proporcionan una educación en inglés, y las tasas de las escuelas de Palomas.
El superintendente de las Escuelas Públicas de Deming dirigió los autobuses a aparcar en la frontera porque quería que los estudiantes caminaran por el camino. Muchos padres no pueden viajar a las escuelas, porque no pueden obtener visas para los Estados Unidos. El director de la Escuela Primaria de Columbus, Armando Chaves, se comunica con los padres residentes en México con Skype.
Los primeros cruces fronterizos a las escuelas estadounidenses se comenzaron en 1949, cuando el director de la Escuela Primaria de Columbus permitió a un padre mexicano inscribir a su hijo a la escuela. El distrito escolar empezó a aceptar estudiantes residentes en México. Inicialmente, permitía que los estudiantes de todas las nacionalidades se matricularan, pero aproximadamente en los años de 1970 el Condado de Luna restringió la inscripción a ciudadanos de los Estados Unidos.

## Escuelas
Escuelas secundarias y preparatorias:
- Deming High School
- Red Mountain Middle School
- Membres Value School

Escuelas primarias
- Deming Intermediate School
- Bell Elementary School
- Chapparal Elementary School
- Columbus Elementary School
  - Esta es la escuela del distrito más cercana a la frontera entre Estados Unidos y México. A partir de 2013, tenía 570 estudiantes. Tiene un programa de doble inmersión, en la cual los estudiantes son impartidos enteramente en inglés un día y en español otro día. Casi 75% de los estudiantes se viven en Palomas y tienen padres mexicanos. Casi todos los estudiantes son clasificados como tener Inglés como segundo idioma. Alrededor del 94% de los estudiantes son clasificados como de bajos ingresos.[3]
- Memorial Elementary School
- Ruben S. Torres Elementary School

Jardines de niños:
- My Little School